# Ostedes subfasciata
Ostedes subfasciata là một loài bọ cánh cứng trong họ Cerambycidae.